# Alessi Brothers
Gli Alessi Brothers sono un duo musicale statunitense composto da due fratelli gemelli e attivo dal 1977.
I brani più conosciuti del gruppo sono Oh Lori (1977) e Savin' the Day (1984).
Hanno partecipato alla colonna sonora del film Ghostbusters - Acchiappafantasmi.

## Formazione
- Bill "Billy" Alessi
- Bob "Bobby" Alessi

I due fratelli sono nati il 12 luglio 1953 a Long Island (New York).

## Discografia
- Alessi (1976)
- All for a Reason (1978)
- Driftin' (1978)
- Words & Music (1979)
- Long Time Friends (1982)
- Hello Everyone (2003)
- Just Like That (2006)
- Live! All Our Life (2009)
- Two of Us (2012)
- Marathon Day (2013)